# Lý Cảnh Long

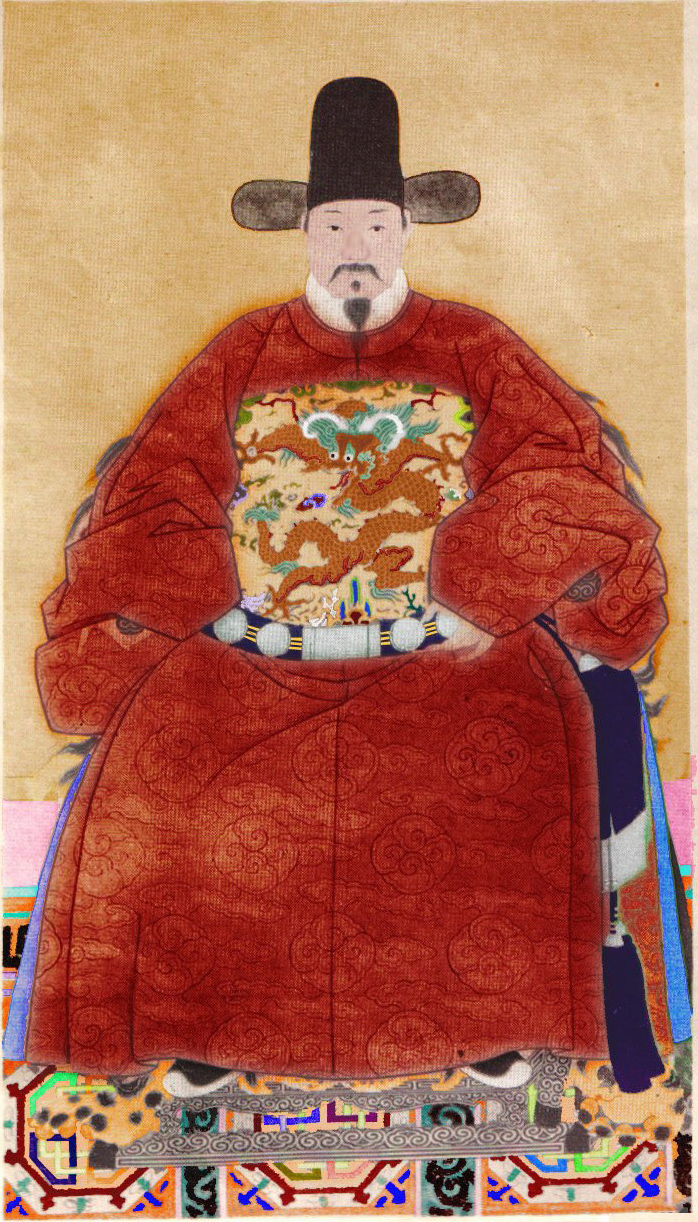
Chân dung Lý Cảnh Long

Lý Cảnh Long (chữ Hán: 李景隆) (1369–1424), hiệu là Cửu Giang (九江), tước Tào Quốc công (曹國公) là một tướng lĩnh dưới triều nhà Minh. Ông là con trai khai quốc công thần nhà Minh Lý Văn Trung. Trong loạn Tĩnh Nan, Lý Cảnh Long phục vụ dưới trướng Minh Huệ Tông chống lại Yên vương Chu Đệ. Tuy nhiên, ông thất trận và bị cách chức. Sau đó, ông đổi phe và đầu hàng Yên vương. Khi Chu Đệ tấn công Nam Kinh, Lý Cảnh Long mở cổng thành Nam Kinh để đầu hàng, quân Yên sau đó tấn công Nam Kinh. Minh Huệ tông mất tích, Yên vương Chu Đệ lên ngôi tức Minh Thành tổ. Năm Vĩnh Lạc thứ hai (1404), ông bị buộc tội tham nhũng và mưu phản. Sau đó ông bị giam cầm rồi qua đời vào cuối thời Vĩnh Lạc.

## Tiểu sử
Trong chiến dịch Tĩnh Nan, ông phục vụ Minh Huệ tông chống lại Yên vương Chu Đệ (sau này là Vĩnh Lạc Đế). Minh Huệ tông rất tín nhiệm ông, quyết định sử dụng ông ngay cả sau khi ông thua trận trước Yên vương. Tuy nhiên, sau hàng loạt thất bại, Huệ tông cuối cùng cách chức ông.
Lý Cảnh Long đầu hàng Yên vương và phản bội Huệ tông bằng cách mở cổng thành Nam Kinh khi quân Yên tấn công.
Sau khi Chu Đệ lên ngôi, Lý Cảnh Long được phong Đặc tiến Quang Lộc đại phu, Tả trụ quốc và tăng bổng lộc hàng năm thêm 1000 thạch. Mỗi khi có việc quan trọng trong triều, Lý Cảnh Long vẫn là người chủ trì thảo luận, khiến các quan viên có công trong cuộc chiến Tĩnh Nan đều phẫn nộ.
Năm Vĩnh Lạc thứ hai (1404), Chu vương Chu Túc đã tố cáo việc Lý Cảnh Long nhận hối lộ dưới thời Huệ tông và Thượng thư bộ Hình - Trịnh Từ (鄭賜) đã buộc tội Lý Cảnh Long mưu phản. Sau đó, đại thần Chu Năng (朱能) đưa ra thêm bằng chứng buộc tội ông và anh trai Lý Tăng Chi (李增枝) âm mưu làm loạn. Minh Thành tổ ra lệnh bắt giam Lý Cảnh Long và tước bỏ tước hiệu của ông. Hoàng đế ra lệnh quản thúc tại gia ông và gia quyến, đồng thời lục soát nhà cửa và tịch thu tài sản. Lý Cảnh Long qua đời vào những năm cuối triều đại Vĩnh Lạc đế.